# Джоллівуд
Джоллівуд — це неформальна назва кіноіндустрії індійського штату Джхаркханд. Кіновиробництво зосереджено в його столиці Ранчі. Стрічки випускаються мовою джхаркханді, що є діалектом нагпурі, також з відображають культурні особливості штату. На 2017 рік випущено 11 художніх та 2 документальних фільми.

## Історія
Є наймолодшим центром у випуску кіно в Індії. Це пов'язано з тим, що територія сучасного штату Джхаркханд тривалий час була частиною штату Біхар. Тому фільми мовою джхаркханді зовсім не створювалися, оскільки її не вважали самостійною мовою. Демонструвалися кінострічки Біхарського, бенгальського кінематографів, Оллівуд та Боллівуду. Водночас з огляду на промисловий характер регіону життя його мешканців часто були темами кіностудій Індії.
Невдоволення такою ситуацією вилилося у створенні терористичної організації Фронт визволення Джхаркханду. В результаті влада штату Біхар вимушена була надати представникам мови джхаркханді розвивати свою культуру. У 1994 році вийшов перший фільм цією мовою — «Сона Кар Наґпур» режисера Дхананджая Натх Тіварі, який також виступив як продюсер. Це заклало основу майбутньому виробництву. У 1995 році театральний актор, критик Сушіл Анкан впровадив термін Джоллівуд (за аналогією з Боллівудом), втім він використовувався у вузьких колах. До 2000 року вийшло ще 4 фільми, серед яких значущим був «Пріт».
Рішення 2000 року про утворення самостійного штату Джхаркханд відобразило прагнення місцевого населення. Водночас такий факт позитивно вплинув на розвиток кінематографа. У 2001 році газета «Гіндустан Таймс» надрукувала статтю «Великий дебют Джоллівуду», що призвело до поширення імені Джоллівуду на кінематограф Джхаркханд й водночас створило тому гарну рекламу. Того ж року уряд штату звільнив виробників та прокатників фільмів від податку на розваги.
Відтоді кіноіндустрія Джоллівуду поступово набирає оберти. У 2008 році фільм «Пиар Кар Механді» здобув Національну кінопремію за найкращий художній фільм мовою джхаркханді.